# امامزاده سیدالسادات
امامزاده سیدالسادات مربوط به دوره تیموریان است و در گلپایگان، جنب مسجد جامع، کوچه پشت بانک سپه واقع شده و این اثر در تاریخ ۲۲ فروردین ۱۳۴۶ با شمارهٔ ثبت ۶۴۲ به‌عنوان یکی از آثار ملی ایران به ثبت رسیده است.